# 八幡平市立安代小学校
八幡平市立安代小学校（はちまんたいしりつ あしろしょうがっこう）は、岩手県八幡平市の旧岩手郡安代町荒沢地区にある公立小学校。

## 沿革
- 2002年（平成14年）12月 - 安代町議会は、旧安代町荒沢地区内にある荒屋・五日市・浅沢・畑・細野の5小学校を、児童数の減少と校舎の老朽化により統合する事を最終決定。
- 2003年（平成15年）
  - 3月20日 - 安代町立畑小学校閉校。
  - 3月21日 - 安代町立細野小学校閉校。
  - 3月22日 - 安代町立五日市小学校閉校。
  - 3月23日 - 安代町立荒屋小学校閉校。
  - 3月27日 - 安代町立安代小学校校舎落成。
  - 3月30日 - 安代町立浅沢小学校閉校。
  - 4月1日 - 安代町立安代小学校開校。　
  - 4月10日 - 開校記念式典挙行。
  - 4月11日 - 第1回入学式挙行。最初の新入生は26名。
  - 4月27日 - 安代小学校PTA設立。
  - 6月7日 - 第1回大運動会開催。
- 2004年（平成16年）3月19日 - 第1回卒業証書授与式挙行。最初の卒業生は34名。
- 2005年（平成17年）9月1日 - 町村合併により八幡平市立安代小学校と改称。
- 2006年（平成18年）
  - 4月26日 - セコム警備開始。
  - 5月31日 - プール完成。
- 2012年（平成24年）11月18日 - 創立10周年記念式典及び祝賀会開催。
- 2017年（平成29年）10月28日 - PTA発足15周年記念式典及び祝賀会開催。
- 2018年（平成30年）4月1日 - コミュニティスクール導入。

## 学区
- 細野・豊畑・畑（1区・2区）・荒屋新町・新町中央・荒屋・秋葉・曲田横間・五日市（1区・2区・3区・4区）・浅沢第1・浅沢第2

## アクセス
- 八幡平市コミュニティバス「清水」バス停下車後、徒歩約210m・5～6分。
- JR花輪線
  - 荒屋新町駅から、上述の八幡平市コミュニティバスで「清水」バス停まで1分、下車後徒歩。
  - 浄法寺駅から、上述の八幡平市コミュニティバスで「清水」バス停まで26分～51分（便により異なる）、下車後徒歩
- 東北自動車道安代ICから、車で約690m・約2分。
- 八幡平市役所安代総合庁舎（旧:安代町役場）から、車で約660m・約2分。

## 周辺
- JR花輪線
- 国道282号

## 主な進学先
- 八幡平市立安代中学校